# Szedő Dénes Mihály
Szedő Dénes Mihály, P. Szedő, Szedő Mihály Dénes, Szedő Dénes (Budapest, Terézváros, 1902. június 9. – Budapest, 1983. szeptember 25.) ferences rendi szerzetes, költő, műfordító, róla mintázta Szerb Antal Pater Severinust az Utas és holdvilág c. művében. Szedő László Szeverin karmelita szerzetes testvére.
Ellene mondok az ördögnek,

kevélysége törjön meg,

hittel vallom az Úristent,

minden műve szép és szent,

hittel vallom a Megváltót,

szerelmével megláncol,

hittel hívom a Szentlelket,

Lélekisten, szentelj meg!

## Élete

### Családja
Szedő Gáspár nagyiratosi születésű papírkereskedő és a rimaszombati születésű Weisz Róza izraelita vallású szülők gyermekeként született Budapesten, a VI. kerületben. Szülei 1896. október 18-án Budapesten, az V. kerületben házasodtak össze. Apai nagyszülei Szedő (1876-ig Klauber) Ármin és Stern Rozália, anyai nagyszülei Weisz Jakab (megh. 1916.) és Roska Rezina voltak.

### Munkássága
18 éves korában kezdte pályafutását a Nyugatban, Osvát Ernőnek köszönhetően, műfordításait, verseit és kritikáit az 1921-es és 1922-es számok őrzik. 1924. augusztus 22-én a Kisebb Testvérek Rendjébe (Ordo Fratrum Minorum) lépett be, majd noviciátusát Szécsényben töltötte. Később filozófiát tanult Jászberényben, teológiát a Gyöngyösi Hittudományi Főiskolán, 1925 és 1928 között. 1928. december 2-án Egerben felszentelték, majd 1930-ig Szécsényben, 1932-ig Egerben, 1934-ig Gyöngyösön, 1936-ig Szécsényben, 1941-ig Egerben lakott kolostorban. 1942-ben és a következő évben Pécsett, majd 1944 és 1948 között Pasaréten, végül 1949-50-ben ismét Pécsett élt.
Kezdetben hitoktatóként, majd népmisszionáriusként, lelkigyakorlat-vezetőként, végül pedig klinikai lelkészként dolgozott, a szerzetesrendek likvidálását követően pedig rövid időn át Borsos Miklós fogadta be, emellett Illyés Gyula és Németh László is segítették. Egy éven át volt Budapesten az egészségügyi gyermekotthonban nevelő, Nemeskürty Istvánnal és Pilinszky Jánossal együtt, majd 1958-ig Hatvanban, Fóton, Szolnokon, Váchartyánban, továbbá Máriabesnyőn volt lelkész. 1940 és 1946 között Schrotty Pállal és Dám Incével szerkesztette A lelki élet ferences mesterei sorozat 1-5, 8-13. és 15. kötetét. Műfordításai antológiákban jelentek meg (Klasszikus kínai költők, Klasszikus francia költők, Klasszikus olasz költők, Klasszikus német költők, Facimbalom, 1981, Éneklő Egyház, 1985). Kéziratban van: Szent Bonaventura, Keresztes Szent János, Rilke stb. versei.

## Művei
- Isten szerelme. Bárdos Lajos-Kerényi György kétszólamú karénekeivel. Verseivel. (Bp., 193?)
- Szívem palota, fohászok, dalocskák (1937)
- Naptestvér éneke (versek, Bp., 1939)
- Szép Jézus. Énekfüzet (Bp., 1940)
- Éneklő barát. Énekfüzet (Bp., 1942)
- Királyocskám. Énekfüzet (Bp., 1943)
- Kirje-Kirje. Egy gyermektemplom énekei. Gyűjt. (Bp., 1946)
- Szívem palota. Fohászok, dalocskák gyermekhangra (Bp., 1948)
- Kirelejszom (gyermekénekek, Kerényi Györggyel, Bp., 1948)
- Az egyszerűség útja. Ferences írások. Assisi Szent Ferenc irásai; ford., bev., jegyz. Balanyi György / Facimbalom. Szedő Dénes versei és fordításai; Szt. István Társulat, Bp., 1981
- Aranyszívű gyermek. Szent Tarzíciusz élete (ifj. r., 1996)
- Szedő Dénes összes művei, 1-2.; szerk., jegyz. Hidász Ferenc; Szt. István Társulat, Bp., 2011–2018
  - 1. Műfordítások; utószó Zatykó László; 2011
  - 2. Versek, énekek, prózai írások, levelek, róla szóló visszaemlékezések; szöveggond. Tréfás Krisztina, előszó Vasadi Péter; 2018

### Műfordításai
- Philomena, középkori himnuszok (1942)
- Ferences himnuszok (1943)
- Ramon Lull: Imádónak és imádottnak könyve (bev. Szedő Szeverin, ill. Martyn Ferenc, 1943)
- Simone Weil: Ami személyes, és ami szent. Válogatott írások [Pilinszky Jánossal, Reisinger Jánossal] (1983)

### Publikációi
- Bartók Béla zenéjéről. Nyugat, 1922. (15. évf. ) 3. sz.
- Tanúság a gondviselésről. Nyugat, 1922. (15. évf. ) 4. sz.
- Ananké. Nyugat, 1922. (15. évf. ) 7. sz.
- Tilalmas boszorkány. Nyugat, 1921. (14. évf.) 4. sz.
- Úgy van. Nyugat, 1921. (14. évf.) 4. sz.
- Átölelem a várost. Nyugat, 1921. (14. évf.) 4. sz.
- A rab királyok. Nyugat, 1921. (14. évf.) 4. sz.
- R. Szentpál Olga tánc-estje. Nyugat, 1921. (14. évf.) 8. sz.
- Álom, virágzás. Nyugat, 1921. (14. évf.) 17. sz.
- Sírvers. Nyugat, 1921. (14. évf.) 17. sz.
- Mennybemenetel. Nyugat, 1921. (14. évf.) 4. sz.